# Le Corbier
Le Corbier is een skidorp in de Franse gemeente Villarembert (departement Savoie) en ligt op een hoogte van ongeveer 1550 m. Le Corbier ligt in het skigebied Les Sybelles. De omliggende skidorpen zijn La Toussuire, Saint-Sorlin-d'Arves en Saint-Jean-d'Arves. Het dorp is vernoemd naar de Corbier, de berg waartegenaan het is gebouwd. Typisch voor Le Corbier is de moderne houtarchitectuur met enkele hoge torengebouwen.

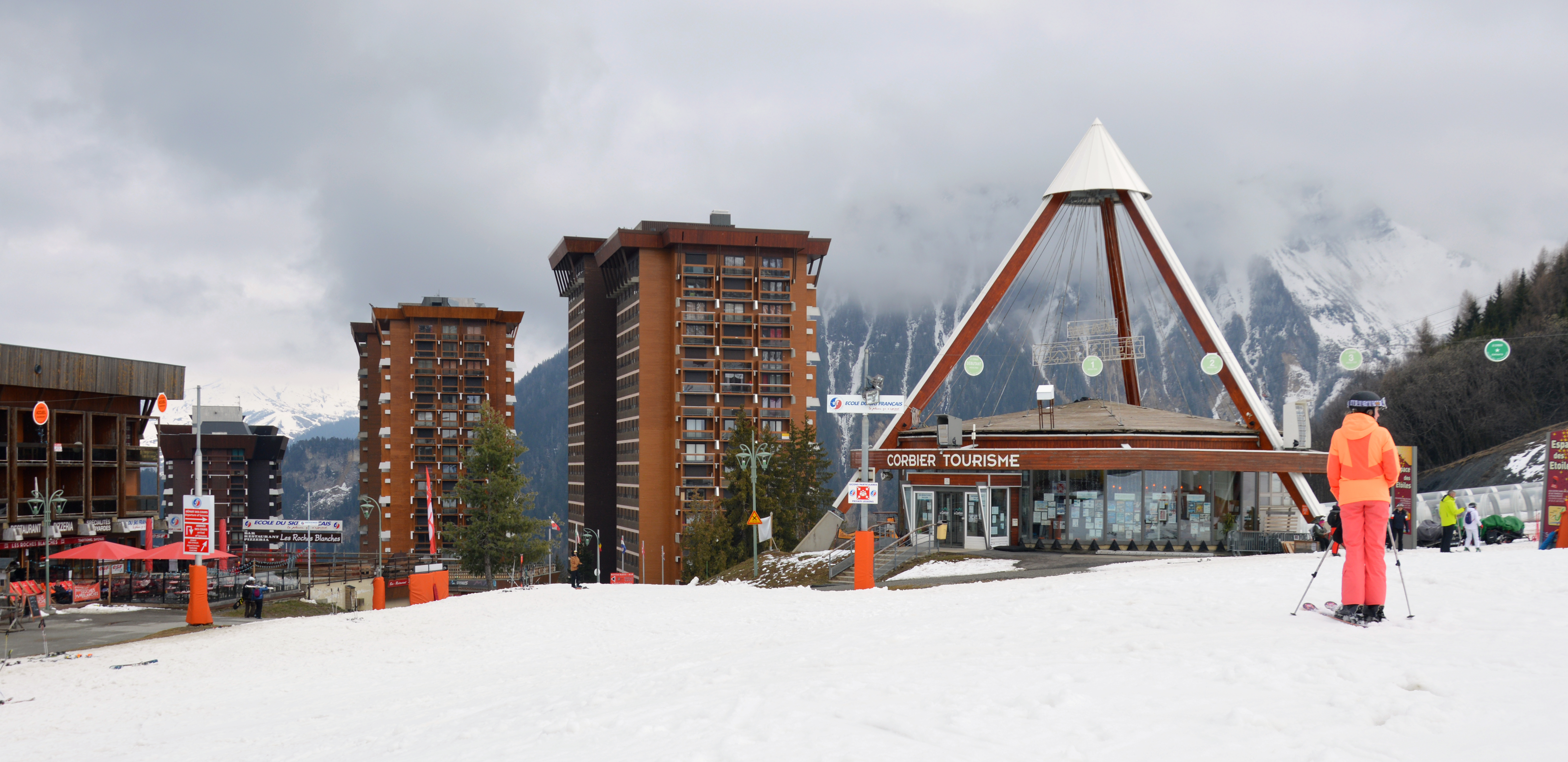
Front de neige en toeristisch infokantoor ('le Tripode')
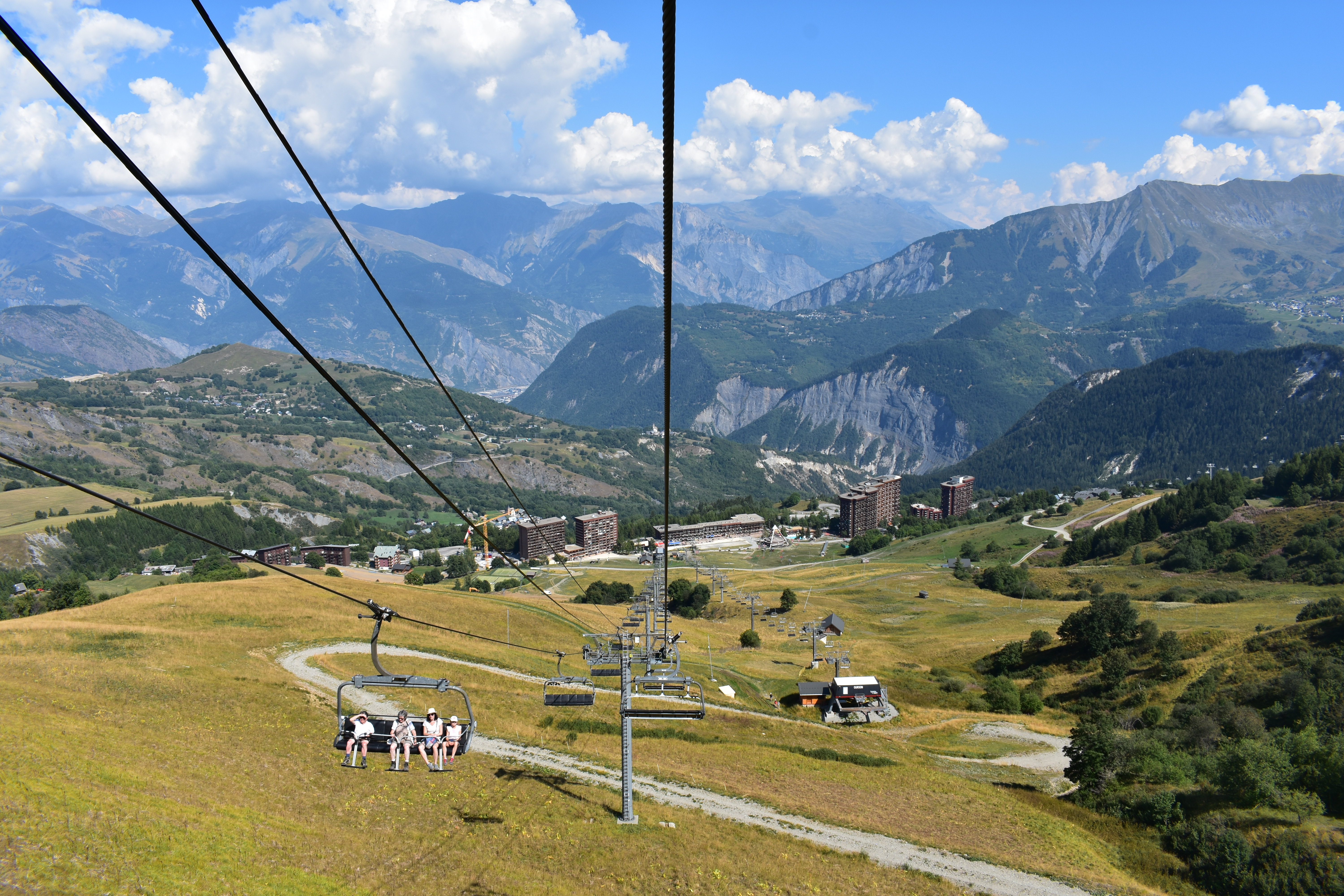
Zicht op Le Corbier vanaf een skilift in de zomer